# San Francesco in estasi (Caravaggio)
San Francesco in estasi è un dipinto realizzato dal pittore italiano Michelangelo Merisi da Caravaggio tra il 1594 e il 1595. Esistono almeno due dipinti che ad oggi si contendono lo status di originale: un dipinto conservato nei Civici Musei di Udine in Italia, ed un altro presso lo Wadsworth Atheneum museo di Hartford nel Connecticut, Stati Uniti.

## Storia

### La committenza
Il dipinto, il primo di soggetto sacro eseguito da Merisi, era parte della collezione del cardinale Francesco Maria Del Monte, devoto di san Francesco. Per ragioni stilistiche, l'opera è databile attorno al 1595-1596 e secondo Frommel, il volto di S. Francesco sarebbe quello dello stesso cardinal del Monte, ma la questione è ancora oggetto di dibattito. L'opera è dunque riconducibile al periodo di permanenza del pittore presso il palazzo del cardinale. Nell'inventario del 18 maggio 1627 si legge che nella "Galleria piccola, che va nella Loggia" di Palazzo del Monte a Ripetta, vi era "Una S. Caterina della ruota opera di Michel Agnolo da Caravaggio con cornice d'oro rabescata di palmi sette. Un S. Francesco in estasi di Michel Angelo da Caravaggio con cornici negre di palmi quattro". È possibile che entrambi i dipinti raffigurassero i due santi a cui il cardinale era devoto e che si trovassero anche nella medesima stanza del Palazzo. Del San Francesco, tuttavia, non si sa nulla. Esso è noto solamente attraverso delle copie (5 secondo Ferdinando Bologna).

### L'originale e le copie
È possibile che l'originale sia andato perduto, ma se conoscono copie.
Una copia, autografa, è sicuramente quella di Hartford, un tempo appartenuta ad un collezionista maltese, poi ceduta al triestino Guido Grioni e da questi all'antiquario americano Seligman, per poi pervenire alla collezione attuale nel 1943; un'altra copia è conservata nel Museo Civico di Udine e proviene dalla chiesa di S. Giacomo in Fagagna alla quale era stata donata nel 1894 dal conte Francesco Festulario, ultimo erede della famiglia Tritonio che lo possedeva dal Seicento (è infatti citato negli inventari di questa famiglia almeno dall'ottobre del 1607), da quando cioè il banchiere Ottavio Costa (che possedeva anche altri dipinti di Merisi) lo donò all'abate Ruggiero Tritonio. Questo dipinto fu donato da Ottavio Costa a Ruggiero Tritonio in seguito ad una grave malattia, dalla quale tuttavia si riprese e per non scontentare l'abate a cui aveva promesso un importante lascito, gli fece dono di una copia del dipinto di Caravaggio. Pertanto, l'originale dipinto da Caravaggio potrebbe anche essere quello ora a Hartford.

## Descrizione e stile
Il dipinto, perfettamente allineato al clima tridentino, rappresenta il testo di san Bonaventura, secondo cui san Francesco fu folgorato da una visione sul monte della Verna, accompagnato da frate Leone e da alcuni pastori che si riscaldavano intorno a un fuoco. La scena è ambientata in una radura al sorgere del sole, nel momento subito successivo alla ricezione delle Stimmate come si vede dal segno che ha sul costato e che viene indicato dalla mano destra. Il Santo, rapito dall'estasi, è illuminato dalla luce divina, sorretto alle spalle da un angelo che lo assiste e lo conforta. A far da cornice al cielo buio e nuvoloso al centro ci sono due alberi: uno con le foglie e rappresentante la vita, l'altro secco, rappresentante la morte. Il Santo si ritrova così sospeso tra due dimensioni. Il dipinto mostra il primo notturno di Caravaggio con richiami alla pittura del Savoldo e con una anticipazione sui grandi notturni successivi di Gherardo delle Notti e di Adam Elsheimer. Infine, la minuta descrizione della vegetazione su cui il santo si distende languidamente riecheggia le esecuzioni di natura morta di Caravaggio nello stesso periodo. 
Nel dipinto di Hartford il Santo mostra la ferita sul costato, ma le mani non hanno le stimmate. Secondo il Moir, 1982, p. 91-92,  Caravaggio rappresenta insieme l'estasi e la stigmatizzazione: sul Monte della Verna il Santo ricevette la visione di un angelo serafino con sei ali ( Isaia, 6-2:7 ), che conteneva l'immagine di Cristo crocifisso, nello stesso momento comparvero sul suo corpo le stimmate: Francesco, allora morì metaforicamente come uomo per rinascere in Cristo simbolicamente rappresentato, secondo Moir, dall'angelo che lo sorregge.